# Wang Xiaozhu
Wang Xiaozhu, född 15 maj 1973, är en kinesisk idrottare som tog silver i bågskytte vid olympiska sommarspelen 1992.